# Роккетта-е-Кроче
Роккетта-е-Кроче (італ. Rocchetta e Croce) — муніципалітет в Італії, у регіоні Кампанія,  провінція Казерта.
Роккетта-е-Кроче розташована на відстані близько 160 км на південний схід від Рима, 50 км на північ від Неаполя, 25 км на північний захід від Казерти.
Населення — 472 особи (2014).
Щорічний фестиваль відбувається 7 квітня. Покровитель — святий Петро.

## Демографія
Населення за роками:

Станом на 1 січня 2023 року в муніципалітеті офіційно проживало 39 іноземців з 6 країн, серед них 29 громадян країн Євросоюзу.

## Сусідні муніципалітети
- Кальві-Різорта
- Формікола
- Джано-Ветусто
- П'єтрамелара
- Ріардо
- Теано